# Starburst (missile)
Lo Starburst, versione migliorata del precedente Javelin, è un missile terra-aria britannico non molto diffuso, anche a causa della concorrenza del successivo Starstreak.

## Caratteristiche
Esso ha una capacità di operare in maniera efficace migliore di quella del missile precedente, e questo fatto è dato da un sistema di guida migliorato. Il missile Starburst ha presentato infatti una notevole innovazione, che ha fatto da passaggio tra la vecchia generazione di armi a guida ottica e quelle con sistema di guida laser successivi.
La struttura è simile a quella del Javelin, con tanto di prestazioni analoghe, ma la guida laser su fascio ha costituito un sensibile miglioramento, specie in termini di immunità dalle contromisure elettroniche (notare che anche il Javelin era pubblicizzato come "immune dalle ECM", mentre sia nei comandi radio che nel sistema di inseguimento a bengala speciale era teoricamente vulnerabile ai disturbi).
Le installazioni note sono le seguenti:
- Starburst LML (Lightweight multiple launcher) con 3 rampe di lancio
- Starburst VML (Vehicle multiple launcher) con 8 rampe per veicoli cingolati
- Starburst NML (Naval multiple launcher) lanciatore navale multiplo
- Starburst starlite thermal imager con sistema di visualizzazione con telecamera termica
- Starburst SR2000 aggiornato

Da notare, come curiosità, che il progetto base Blowpipe in tal modo condivide con l'AS-7 sovietico il risultato di avere un solo missile base con, assieme a vari miglioramenti di dettaglio, 3 diversi sistemi di guida. Nel caso del SAM britannico, comando radio manuale, comando radio semiautomatico, comando laser su fascio. Nel caso dell'arma russa, comando radio automatico (AS-7), comando laser semiattivo (AS-10), comando radar passivo (AS-12).

## Utilizzo
Nonostante ne siano stati prodotti esclusivamente per il British Army, Canada e Malaysia (500 missili circa), esso ha avuto una produzione di circa 10.000 armi entro il 1999, quando ha verosimilmente cessato l'attività e la linea di montaggio, in quanto stava arrivando il missile Starstreak, che ha costituito un passo totalmente nuovo nel campo delle armi a corto raggio.
Il missile ha debuttato con notevole sorpresa ai tempi di Desert Storm, quando i blindati leggeri della famiglia Scorpion, gli Stormer, si sono presentati in un certo numero di esemplari (24?) come veicoli contraerei tattici, praticamente in sostituzione degli usuali Rapier, più grandi ma con la stessa gittata. Questi mezzi erano armati con 8 missili in altrettanti tubi di lancio e un certo numero di ricariche. L'entrata in servizio avvenne infatti appena l'anno prima e non vi furono molti annunci pubblicitari, se ve ne furono, visto che la stampa specializzata notò con sorpresa la presenza di questo nuovo sistema nelle file del corpo di spedizione noto come Gramby. Per un breve periodo ha condiviso il ruolo con i Javelin, e forse anche questo spiega come mai i britannici non abbiano pubblicizzato la cosa, ovvero che un missile nuovo sia stato prontamente sostituito con un altro nel giro di pochi anni.
A sua volta a partire dal 1997 lo stesso Starburst è stato sostituito dallo Starstreak, totalmente diverso ma con lo stesso sistema di guida.